# Żyglin-Żyglinek

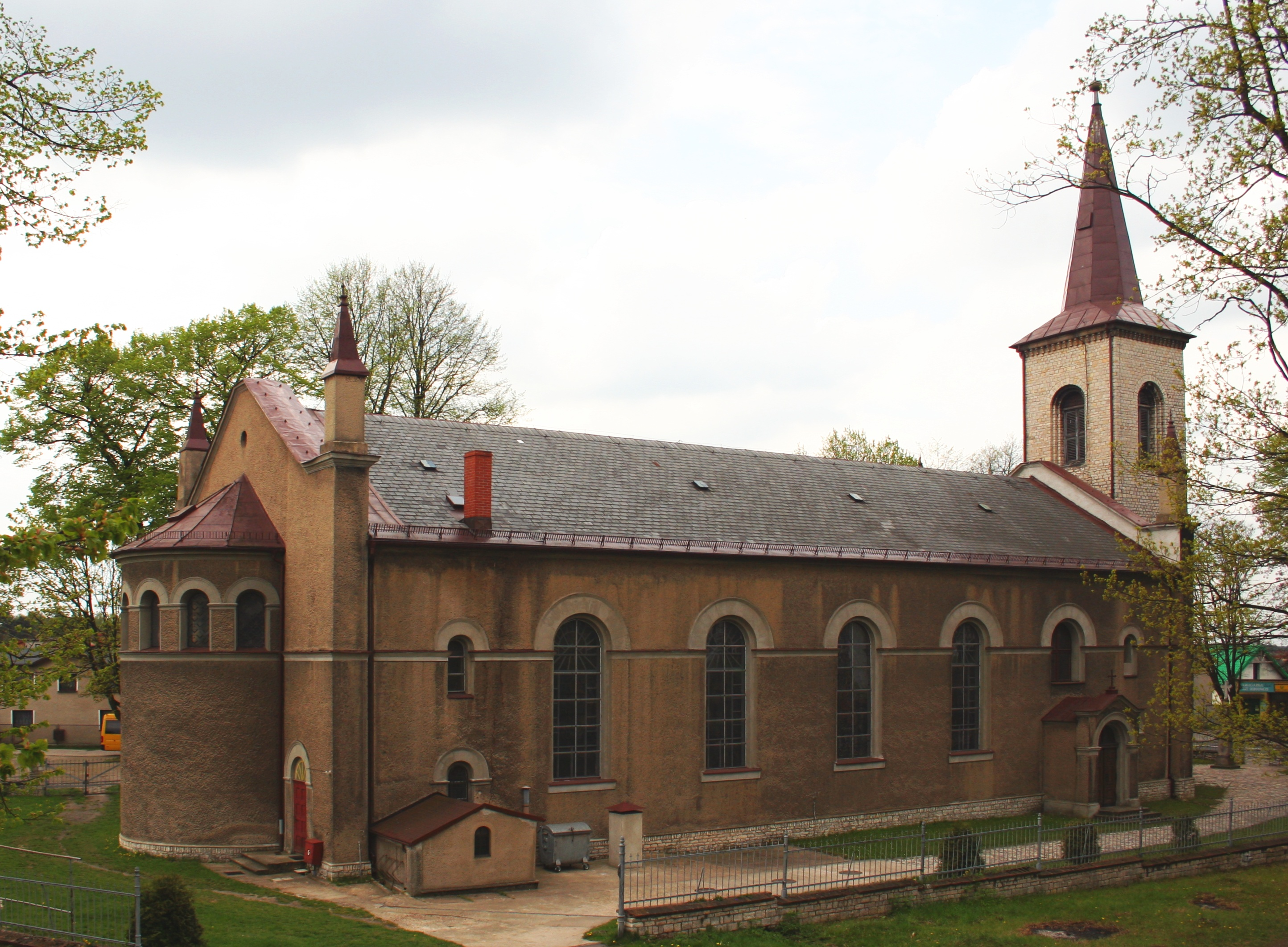
Kościół Narodzenia Najświętszej Maryi Panny w Żyglinie

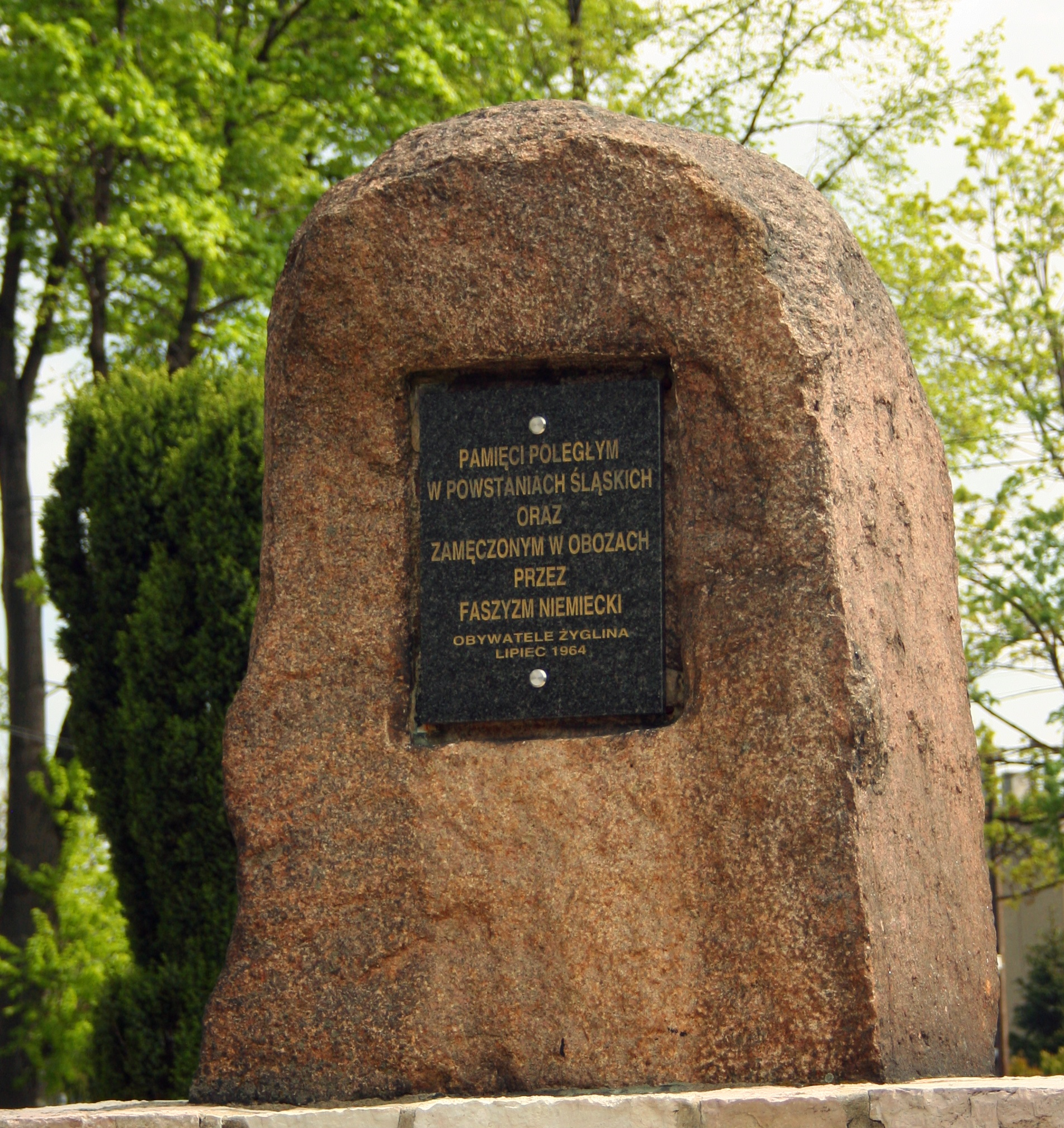
Żyglin, pomnik poświęcony poległym powstańcom śląskim i ofiarom obozów koncentracyjnych

Żyglin-Żyglinek – sołectwo (do 2021 dzielnica) Miasteczka Śląskiego.
W skład sołectwa wchodzą dwie miejscowości (wsie): Żyglin oraz Żyglinek.
W latach 1973–1975 i od 30 grudnia 1994 w granicach Miasteczko Śląskiego. W latach 1975–1994 w granicach Tarnowskich Gór.

## Nazwy
Nazwa miejscowości Żyglin pochodzi od słowa „żglić”, „żeglić”, tzn. wytapiać rudy żelaza. Według historyka Nehringa Żyglin zapisywano pierwotnie jako Sceglino, co w tłumaczeniu oznacza osadę samotnego człowieka wytapiającego rudę żelaza, a miejscowość miała istnieć już w 1065 roku.
Podczas okupacji niemieckiej (1939–1945) planowano zmienić nazwy Żyglina na Zügeln, a Żyglinka na Zügelwalde, czego jednak nie wprowadzono w życie. Stacja kolei normalnotorowej w Żyglinie w latach 1942–1945 nazywała się Großbirken.

## Historia

### Żyglin
(niem. Groß Zyglin)
Według legendy, podczas najazdu Mongołów na Śląsk w 1241 roku, w miejscowych lasach skutecznie ukryli się i zostali gościnnie przyjęci przez miejscową ludność trzej, bliżej nie zidentyfikowani książęta śląscy. Wdzięczni za ocalenie przed tatarską nawałą ufundowali w kilka lat później w 1253 roku kościół. Obecnie nie ma już po nim śladu. O obecnym kościele pisze Józef Lompa w jednym z raportów ze swych podróży po Śląsku. Relacja pochodzi z 1856 roku, a neogotycki kościół pw. Narodzenia NMP wystawiono tu w 1842 roku. Warto porównać opis ze stanem dzisiejszym: W Żyglinie Wielkim stoi na szczycie kościół murowany, wystawiony nowo od kilku lat z wieżą drewnianą, mający wysokie okna, a ku ziemi tak daleko zniżające, że ze dworu do wnętrza kościoła wglądać, a stamtąd co się dzieje zewnątrz widzieć można. Trudno to chwalić.

### Żyglinek
(niem. Klein Zyglin)
Żyglinek historycznie i kościelnie jest związany z Żyglinem. Powstał w XVI wieku jako folwark dworski, przy którym powstała wioska. W 1908 roku leśniczy Luis Gerlach założył straż pożarną, która swą pierwszą remizę miała w pobliżu spichlerza. Obecnie siedziba OSP w Żyglinku ma remizę na Osiedlu Mickiewicza w Żyglinie.

## Zabytki

### Zabytki w Żyglinie
- Kaplica św. Marka (XVIII w.)
- Kościół Narodzenia Najświętszej Maryi Panny (odpust w niedzielę po lub przed 8 września)

### Zabytki w Żyglinku
- Spichlerz dworski z 1795 r., ul. ks. Wyciślika 57
- Kaplica Matki Bożej, ul. ks. Wyciślika

## Ekologia
W okolicy liczne dowody dewastacji środowiska widoczne w drzewostanie spowodowane przez hutę cynku w Miasteczku Śląskim.

## Port lotniczy i wypadek lotniczy
W odległości około 12 km od Żyglina usytuowany jest port lotniczy Katowice-Pyrzowice. Obsługuje loty pasażerskie i towarowe do portów lotniczych Polski i stolic Europejskich. 13 listopada 2011 roku na terenie lasu w Żyglinie, ok. 7 km od progu drogi startowej lotniska w Pyrzowicach spadł mały samolot lecący z Włoch, podchodzący do awaryjnego lądowania na lotnisku. 4 osoby na pokładzie straciły życie.

## Komunikacja

### linie autobusoweZTM Katowice
- 87 Żyglin – Tarnowskie Góry (23 kursy na dobę), obsługuje PKM Świerklaniec
- 145 Bibiela – Tarnowskie Góry (11 kursów na dobę), obsługuje Nowak Transport
- 615 Żyglin – Strzybnica (2 kursy w dni wolne), obsługuje Nowak Transport

### linie autobusowe PKS
- Praszka – Katowice – Praszka, obsługuje PKS Częstochowa
- Częstochowa – Piekary Śląskie – Częstochowa, obsługuje PKS Częstochowa

### komunikacja PKP
ruch pociągów na linii Tarnowskie Góry – Zawiercie zawieszono w 1975 roku

## Transport
Głównym ciągiem komunikacyjnym jest droga wojewódzka DW912 tworząca ul. Śląską. W rejonie skrzyżowania DW912 z DW908 powstały dwie stacje paliw:
- Shell, ul. Śląska 150
- S1 firmy Elbach II, ul. Woźnicka 75

## Sport

### Kluby i obiekty sportowe
- Ludowy Klub Sportowy „LKS Żyglin”

założony: 6 sierpnia 1983
barwy: niebiesko-białe
adres: ul. Studzienna 12 (Żyglin)

## Osobistości urodzone w dzielnicy
W Żyglinie 10 marca 1860 roku urodziła się Józefa Bramowska – propagatorka polskości na Śląsku, senator Rzeczypospolitej Polskiej w latach 1929–1930 i w 1935.